# Hollaback Girl
«Hollaback Girl» — пісня американської співачки Гвен Стефані з її дебютного сольного альбому Love. Angel. Music. Baby. (2004).
У березні наступного, 2005 року, пісня була видана окремим синглом. (Це був третій сингл з того альбому, після «What You Waiting For?» і «Rich Girl».)
Пісня досягла 1 місця в США (в «Гарячій сотні» журналу «Білборд») і 8 місця у Великій Британії (в національному чарті синглів) .
Ця пісня стала першим треком в історії, скачаним легально (за гроші) 1 мільйон разів.

## Сертифікації
| Регіон                                                                                          | Сертифікація | Продажі    |
| ----------------------------------------------------------------------------------------------- | ------------ | ---------- |
| Австралія (ARIA)                                                                                | Платиновий   | 70 000^    |
| Німеччина (BVMI)                                                                                | Золотий      | 150 000    |
| Нова Зеландія (RIANZ)                                                                           | Золотий      | 5000*      |
| Велика Британія (BPI)                                                                           | Платиновий   | 600 000    |
| США (RIAA)                                                                                      | Платиновий   | 1 000 000^ |
| *продажі, що базуються лише на сертифікаціях ^відвантаження, що базуються лише на сертифікаціях |              |            |

## Чарти
| Чарт (2005-06)                          | Найвища позиція |
| --------------------------------------- | --------------- |
| Австралія (ARIA)                        | 1               |
| Австрія (Ö3 Austria Top 75)             | 5               |
| Бельгія (Ultratop Flanders)             | 6               |
| Бельгія (Ultratop Wallonia)             | 16              |
| Канада (Canadian Singles Chart)         | 12              |
| Чехія (IFPI)                            | 36              |
| Данія (Tracklisten)                     | 5               |
| Європа (European Hot 100 Singles)       | 5               |
| Фінляндія (Suomen virallinen lista)     | 8               |
| Франція (SNEP)                          | 17              |
| Німеччина (Media Control AG)            | 3               |
| Греція (IFPI Greece)                    | 13              |
| Угорщина (Rádiós Top 40)                | 23              |
| Угорщина (Dance Top 40)                 | 11              |
| Ірландія (IRMA)                         | 4               |
| Італія (FIMI)                           | 6               |
| Нідерланди (Dutch Top 40)               | 8               |
| Нідерланди (Mega Single Top 100)        | 7               |
| Нова Зеландія (RIANZ)                   | 3               |
| Норвегія (VG-lista)                     | 6               |
| Швеція (Sverigetopplistan)              | 7               |
| Швейцарія (Media Control AG)            | 6               |
| Велика Британія (UK Singles Chart)      | 8               |
| Велика Британія (UK R&B Chart)          | 4               |
| США (Billboard Hot 100)                 | 1               |
| США (Adult Top 40) (Billboard)          | 18              |
| США (Hot Dance Airplay) (Billboard)     | 3               |
| США (Hot Dance Club Songs) (Billboard)  | 15              |
| США (Hot R&B/Hip-Hop Songs) (Billboard) | 8               |
| США (Mainstream Top 40) (Billboard)     | 1               |
| США Pop 100 (Billboard)                 | 1               |
| США (Rhythmic) (Billboard)              | 1               |

| Чарт (2005)                               | Позиція |
| ----------------------------------------- | ------- |
| (ARIA)                                    | 21      |
| Австрія (Ö3 Austria Top 40)               | 39      |
| Бельгія (Ultratop 50 Flanders)            | 44      |
| Бельгія (Ultratop 50 Wallonia)            | 67      |
| Європа (European Hot 100 Singles)         | 44      |
| Німеччина (Official German Charts)        | 41      |
| Нідерланди (Dutch Top 40)                 | 54      |
| Нідерланди (Single Top 100)               | 64      |
| Нова Зеландія (Recorded Music NZ)         | 19      |
| Румунія (Romanian Top 100)                | 52      |
| Швеція (Sverigetopplistan)                | 29      |
| Швейцарія (Schweizer Hitparade)           | 34      |
| Велика Британія (Official Charts Company) | 47      |
| США Billboard Hot 100                     | 2       |
| США Hot R&B/Hip-Hop Songs (Billboard)     | 55      |
| США Pop 100 (Billboard)                   | 2       |